# شله‌بران
شله‌بران یکی از روستاهای استان آذربایجان شرقی است که در دهستان بزکش بخش مرکزی شهرستان اهر واقع شده‌است.این روستا ۵۷۳ نفر جمعیت دارد.